# Was Gott tut, das ist wohlgetan (Pachelbel)
Was Gott tut, das ist wohlgetan is een muziekstuk voor orgel.
Het is een koraalpartita met 9 variaties voor orgel uit 1683 van Johann Pachelbel. Het stuk is geheel manualiter. Pachelbel was toen hij dit stuk schreef organist van de Predigerkirche te Erfurt.